# Dorothy L. Sayers
Dorothy Leigh Sayers (Oxford, 13 de junho de 1893 - Witham, 17 de dezembro de 1957) foi uma renomada escritora inglesa de poemas e histórias de detetives. Foi também uma estudiosa de letras clássicas e modernas.
Embora possua uma considerável obra acadêmica, Sayers é mais conhecida por seus livros detetivescos, onde criou diversas novelas e contos curtos que se passam entre as duas grandes guerras, tendo como personagem o aristocrata inglês e detetive amador, Lord Peter Wimsey, que era bastante popular em sua época. No entanto, Sayers tinha como sua Magnum Opus, sua tradução para a Divina Comédia de Dante Alighieri.

## Biografia
Sayers nasceu em 13 de junho de 1893, em Oxford. Era filha única de Helen Mary e do Reverendo Henry Sayers. Começou a aprender latim com seu pai, aos seis anos de idade. Em 1909, foi estudar na Godolphin School, um internato em Salisbury. Em 1912, Sayers ganhou um bolsa no Somerville College, em Oxford, onde estudou letras e literatura medieval, vindo a terminar com honras em 1915. Mulheres não tinham o costume de adquirir graus acadêmicos naquele tempo, contudo, Sayers estava entre as primeiras que receberam o respectivo grau acadêmico, quando as coisas mudaram. Em 1920, formou-se com o título de Mestre. Sua experiência em Oxford foi ponto de partida para a inspiração de uma de suas últimas histórias, Gaudy Night.
Em 1920, Sayers manteve um relacionamento nada agradável com um emigrante russo e poeta, John Cournos, que circulava entre os círculos literários da época com figuras como Ezra Pound e seus contemporâneos. Um tempo depois, casou-se com um escritor de romances policiais.
Em 3 de janeiro de 1924, com 30 anos de idade, Sayers, secretamente, deu à luz um filho ilegítimo, John Anthony, que foi cuidado como filho por sua tia e sua sobrinha, Amy e Ivy Amy Shrimpton. Dois anos, no dia 8 de abril de 1926, após publicar suas duas primeiras novelas detetivescas, Sayers casou-se com o Capitão Oswald Atherton “Mac” Fleming. Fleming era divorciado e tinha duas crianças
Sayers era amiga próxima de C. S. Lewis e muitos outros membros do The Inklings. Vez ou outra, Sayers participava com Lewis das reuniões do Socratic Club. Lewis chegou a dizer certa vez que lia The Man Born to be King toda Páscoa, contudo, confessou ser incapaz de apreciar romances policiais. J. R. R. Tolkien afirmou em sua carta de número 71, endereçada para seu filho Christopher Tolkien, que apesar de ter se esforçado para gostar dos romances de Sayers, acabou criando uma verdadeira antipatia por Lord Peter Wimsey, devido ao seu romance Gaudy Night.

## Romances policiais, traduções e trabalhos acadêmicos
Embora Sayers possua uma vasta obra literária, seus trabalhos mais conhecidos são seus romances policiais, que em sua grande maioria, giram em torno da personagem de Lord Peter Wimsey, um detetive amador que constantemente se vê em meio a crimes dignos dos casos de Padre Brown ou Sherlock Holmes. Suas principais obras detetivescas são Whose Body?, Gaudy Night E The Nine Tailors.
Sayers é também conhecida pelas suas traduções, como por exemplo, sua famosa tradução à Divina Comédia de Dante Alighieri, que se tornou bastante popular pela sua clareza e pelas robustas notas que facilitavam a compreensão do texto. Infelizmente, devido a sua morte inesperada por insuficiência cardíaca, em 17 de dezembro de 1957, Sayers não conseguiu terminar a tradução do terceiro volume da Divina Comédia, o Paraíso. Sayers também traduziu Song of Roland, diretamente do francês clássico.
Embora tenha sido uma parte importante de sua obra, os escritos religiosos e acadêmicos de Sayers, assim como algumas de suas peças, passam despercebidos por grande parte do público que chega a autora por suas obras de ficção policial.
Dentre seus livros religiosos mais notáveis, encontra-se The Mind of Maker (1941), onde Sayers sugere uma analogia entre o ser humano enquanto criador (tendo um foco maior no escritor de novelas, peças, romances, etc.) e a doutrina cristã da trindade. Para a autora, o ser humano é dotado de uma trindade criativa, que se distingue em Ideia, Energia e Poder. Respectivamente, seria a Ideia enquanto conhecimento completo e atemporal que um autor tem de sua obra, enquanto imagem do Deus-pai; Energia enquanto esforço criativo de trazer essa obra a existência, como imagem do Deus-filho; Poder enquanto o impacto que aquela obra terá na vida do receptor, como a imagem do Deus-espírito. Por meio dessa analogia, Sayers introduz questões próprias da teologia, na crítica literária, tais como o problema do mal, a liberdade do criador e da criatura, etc. Utilizando-se da teologia clássica até a moderna, passando de Santo Agostinho, Santo Atanásio, Santo Tomás de Aquino, até G. K. Chesterton, C. S. Lewis e Charles Williams, Sayers expõe uma proposta de diálogo teologia-literatura.
Sobre o livro The Mind of Maker, C. S. Lewis disse o seguinte:
“Este é o primeiro livro sobre religião que li nos últimos tempos em que cada frase é inteligível e cada página faz o argumento avançar. Recomendo-o de todo o coração a teólogos e críticos. A romancistas e poetas. Se já têm certa tendência a idolatrar a própria vocação, recomendo-o com cautela. Talvez seja melhor que o leiam em jejum.”
Essa ideia de uma trindade criativa, antes de ser estruturada no livro The Mind Of Maker, apareceu em sua peça de teatro The Zeal of thy House, nas palavras de São Miguel:
“Pois toda obra (ou ato) de criação é tríplice, uma trindade terrestre que reflete a trindade celestial.
Em primeiro lugar (não no tempo, mas apenas por ordem de enumeração), há a Ideia Criativa, livra das paixões, atemporal, que contempla toda a obra completa de uma só vez, o fim no princípio, e esta é a imagem do Pai.
Em segundo lugar, há a Energia Criativa (ou Atividade) concebida por essa ideia, que trabalha no tempo desde o começo até o fim, com suor e paixão, sendo encarnada nos laços da matéria, e está é a imagem da Palavra.
Em terceiro, há o Poder Criativo, o significado do trabalho e seu respaldo na alma viva, e esta é a imagem do Espírito que habita nela.
E esses três são um, tendo cada um igualmente toda a obra em si, mas nenhum pode existir sem o outro: e esta é a imagem da Trindade"

Era comum que muito do pensamento de Sayers aparecesse em sua obra literária, em especial nas suas peças de teatro. The Man Born to be King, Where Do We Go from Here? E The Zeal of thy House, são tidas como as melhores peças da autora.